# Andrej Čebotarev
Andrej Čebotarev (Zagreb, 3. srpnja 1954. – Zagreb, 9. kolovoza 2018.), bio je hrvatski povjesničar, arhivist, arheolog i prevoditelj. Pisao je stručno-znanstvene radove iz područja povijesti, arhivistike, kulture, teologije i filozofije.

## Životopis
Andrej Borisovič Čebotarev rođen je u Zagrebu 1954. godine. Potomak je ruskih emigranata koji su došli u Zagreb 1920. godine. Arheologiju je diplomirao na Filozofskom fakultetu u Zagrebu. Na istome fakultetu stekao je i magisterij informacijskih znanosti. Magistrirao je 5. travnja 1993. godine s temom Statistička građa Ogulinske krajiške pukovnije (1746-1873) kao povijesni izvor. U Hrvatskom državnom arhivu radio je od 1985. do 1991. godine. Prvotno radio je kao mlađi arhivist, a nakon položenog stručnog ispita 1987. godine kao arhivist. Od 1987. do 1988. godine radio je u arhivskoj čitaonici, u kojoj je obavljao i poslove vezane uz evidencije i statističku obradu podataka. Od ožujka 1988. do lipnja 1991. godine radio je u tadašnjem Odjelu za noviju arhivsku građu, a potom se zaposlio u Hrvatskom institutu za povijest gdje je radio do 2005. godine, stekavši titulu znanstvenog asistenta. Znao je ruski, poljski, engleski i njemački jezik. Radove je objavljivao u časopisima: Povijesni prilozi, Časopis za suvremenu povijest, Glasilo grkokatoličke crkve sv. Ćirila i Metoda u Zagrebu i Nova prisutnost. Pisao je o povijesnim temama ruske suvremene povijesti, martolozima, trgovcima robljem od 15. do 18. stoljeća, njemačkim obiteljima u Hrvatskoj, Vlasima u Hrvatskoj, Vojnoj krajini, te povijesti hrvatskih ratnika kroz stoljeća. Objavio je više od 50 znanstvenih i stručnih radova. Bio je vanjskim suradnikom na projektu Vojna krajina: društveno-kulturni integracijski procesi i nacionalni identitet, Hrvatskoga instituta za povijest. Doktorska disertacija Vlasi Vojne krajine u XVI. i XVII. stoljeću, ostala mu je u rukopisu, a objavljena je 2022. godine pod naslovom Vlasi i Vojna krajina u Hrvatskoj.
Bio je dugogodišnjim aktivnim članom Udruge za predstavljanje kulturne baštine ruskoga govornog područja Vernisaž, te je godinama pjevao u mješovitom zboru pravoslavnog hrama Preobraženja Gospodnjeg u Zagrebu.
Umro je u Zagrebu, 2018. godine. Pokopan je na zagrebačkome groblju Mirogoju.

## Djela
- Osvrt na suvremenu etruskologiju: (neki problemi etruščanskog jezika): diplomski rad, A. Čebotarev, Zagreb, 1983.[8]
- Statistička građa Ogulinske krajiške pukovnije (1746-1873) kao povijesni izvor: magistarski rad, A. Čebotarev, Varaždin, 1993.[9]
- Vlasi Vojne krajine u XVI. i XVII. stoljeću (doktorska disertacija), (u rukopisu)
- Vlasi i Vojna krajina u Hrvatskoj, Hrvatska sveučilišna naklada d.o.o. – Institut društvenih znanosti Ivo Pilar, Zagreb, 2022.[10]

### Prevoditelj
- Ruske ikone 15. – 20. stoljeća: Galerija Klovićevi dvori, 8. lipnja - 18. srpnja 2010., urednice Vesna Kusin, Iva Sudec, Galerija Klovićevi dvori, Zagreb, 2010. (jedan od prevoditelja teksta kataloga s ruskoga na hrvatski jezik)[11]
- Katarina Velika carica svih Rusa: iz Državnog muzeja Ermitaž: Galerija Klovićevi dvori, Zagreb, Državni muzej Ermitaž, Sankt Peterburg, 12. travnja - 29. srpnja 2018., urednice Natalia Bakhareva, Danijela Marković, Iva Sudec Andreis, Galerija Klovićevi dvori, Zagreb, 2018., (jedan od prevoditelja teksta kataloga s ruskoga na hrvatski jezik)[12]

## Spomen
- 2019. godine Udruga za njegovanje ruske tradicije i kulture Vernisaž u Hrvatskom državnom arhivu organizirala je Okrugli stol posvećen njegovome životu i radu.[13]

## Vanjske poveznice
- Pregled po znanstveniku: Andrej Čebotarev (MB: 191456), Hrvatska znanstvena bibliografija CROSBI
- Andrej Čebotarev, Građa za proučavanje upravnog sustava krajiških pukovnija (1746-1873) s posebnim obzirom na Ogulinsku krajišku pukovniju br. 3 // Arhivski vjesnik, br. 34-35, 1992., str. 195. – 212., (Hrčak)
- Andrej Čebotarev, Nove teme i pristupi u sovjetskoj historiografiji 1990. i 1991. godine // Časopis za suvremenu povijest, sv. 24, br. 1, 1992., str. 223. – 252., (Hrčak)
- Andrej Čebotarev, Djelatnost "Austrijskog instituta za Istočnu i Jugoistočnu Europu" i njegove publikacije // Časopis za suvremenu povijest, sv. 24, br. 2, 1992., str. 217. – 227., (Hrčak)
- Andrej Čebotarev, Bioetičko naučavanje Ruske pravoslavne crkve // Nova prisutnost: časopis za intelektualna i duhovna pitanja, sv. 4, br. 1, 2006., str. 161. – 178., (Hrčak)